# Fjugesta
Fjugesta är en tätort i Närke samt sedan 1995 centralort i Lekebergs kommun, Örebro län.
Sydöst om Fjugesta ligger Riseberga kloster.

## Historik
Fjugesta by har anor sedan medeltiden, men dagens samhälle växte fram runt Fjugesta järnvägsstation längs Svartåbanan som invigdes 1897. 
Fjugesta är beläget i Knista socken och ingick efter kommunreformen 1862 i Knista landskommun. I denna inrättades för orten 23 mars 1906 Fjugesta municipalsamhälle. Landskommunen med ort och municipalsamhälle uppgick 1952 i Lekebergs landskommun där sedan 31 december 1962 municipalsamhället upplöstes Fjugesta var municipalsamhälle åren 1906–1962. Sedan den 1 januari 1995 är Fjugesta centralort i  Lekebergs kommun, då kommundelen avskildes från Örebro kommun.
På Dyltastigen utanför Örebro påträffades 1959 Rut Lind från Fjugesta död. Olle Möller dömdes för mord mot sitt nekande.

### Befolkningsutveckling
| Befolkningsutvecklingen i Fjugesta 1960–2020 | Befolkningsutvecklingen i Fjugesta 1960–2020 | Befolkningsutvecklingen i Fjugesta 1960–2020 | Befolkningsutvecklingen i Fjugesta 1960–2020 | Befolkningsutvecklingen i Fjugesta 1960–2020 |
| -------------------------------------------- | -------------------------------------------- | -------------------------------------------- | -------------------------------------------- | -------------------------------------------- |
|                                              |                                              |                                              |                                              |                                              |
| År                                           |                                              |                                              | Folkmängd                                    | Areal (ha)                                   |
| 1960                                         | 1960                                         |                                              | 1 415                                        |                                              |
| 1965                                         | 1965                                         |                                              | 1 448                                        |                                              |
| 1970                                         | 1970                                         |                                              | 1 708                                        |                                              |
| 1975                                         | 1975                                         |                                              | 1 916                                        |                                              |
| 1980                                         | 1980                                         |                                              | 1 933                                        |                                              |
| 1990                                         | 1990                                         |                                              | 2 014                                        | 205                                          |
| 1995                                         | 1995                                         |                                              | 2 038                                        | 205                                          |
| 2000                                         | 2000                                         |                                              | 1 992                                        | 205                                          |
| 2005                                         | 2005                                         |                                              | 2 063                                        | 205                                          |
| 2010                                         | 2010                                         |                                              | 2 033                                        | 209                                          |
| 2015                                         | 2015                                         |                                              | 2 160                                        | 210                                          |
| 2018                                         | 2018                                         |                                              | 2 336                                        | 229                                          |
| 2020                                         | 2020                                         |                                              | 2 422                                        | 233                                          |
|                                              |                                              |                                              |                                              |                                              |

## Kommunikationer
Åren 1897–1985 passerade Örebro–Svartå Järnväg genom orten, och där Fjugesta station utgjorde en station längs järnvägen. Sedan den 1 juli 1985 upphörde järnvägstrafiken. I början av 1990-talet revs spåren revs huvudsakligen upp längs större delen av sträckan. Järnvägstrafiken ersattes med bussförbindelser till bland annat Örebro.

## Näringsliv
Knista sparbank grundades år 1903. Den bytte senare namn till Lekebergs sparbank, men är alltjämt en fristående sparbank med kontor i Fjugesta.
Den 2 januari 1905 öppnade Lindesbergs bankaktiebolag ett avdelningskontor i Fjugesta. Denna bank uppgick i Mälareprovinsernas bank och senare i Handelsbanken, som alltjämt har ett kontor i Fjugesta.

## Bildgalleri

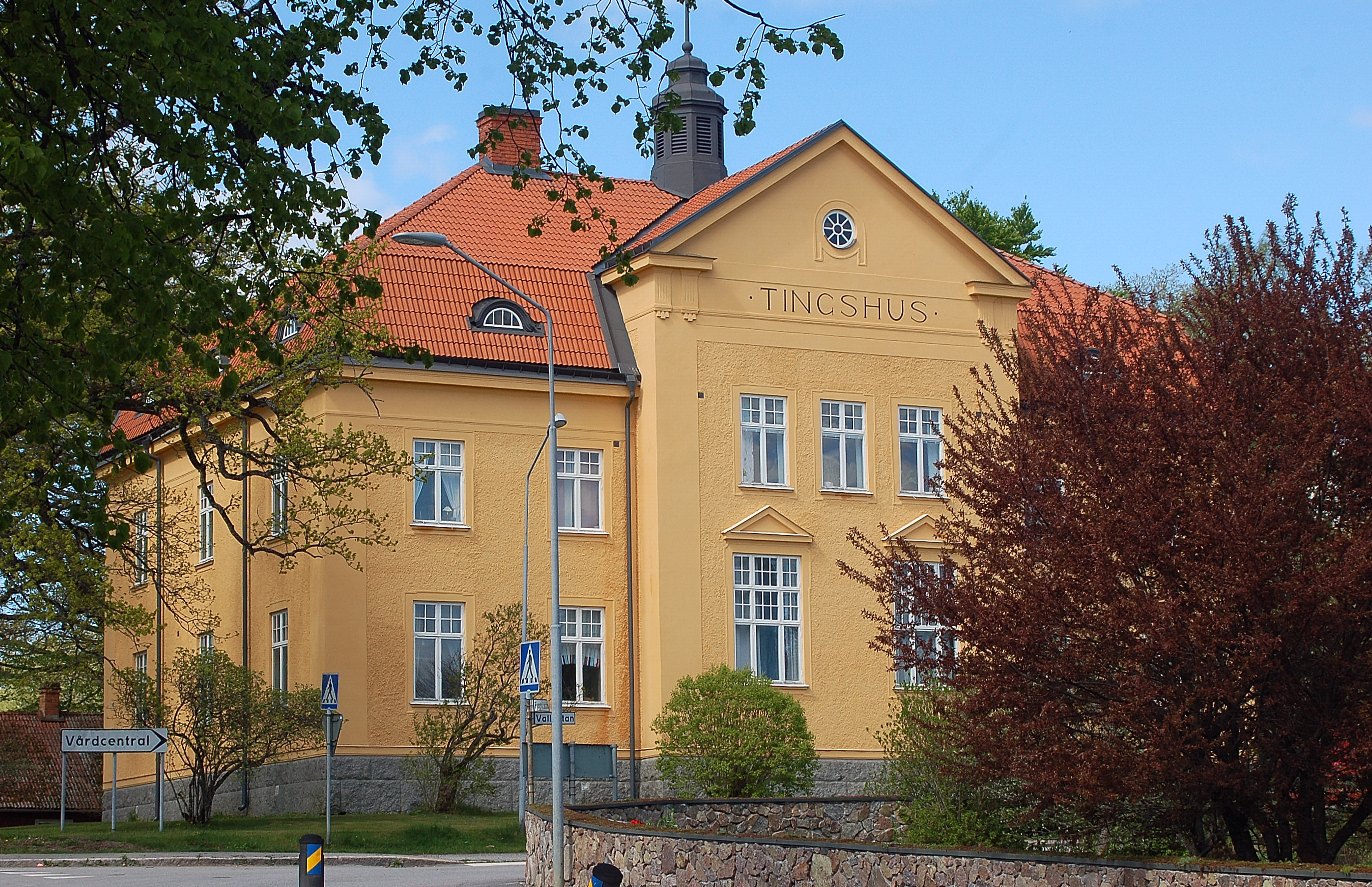
Tingshuset i Fjugesta, tingsställe i Edsbergs tingslag (–1947) och Västernärkes domsagas tingslag (1948–1970)
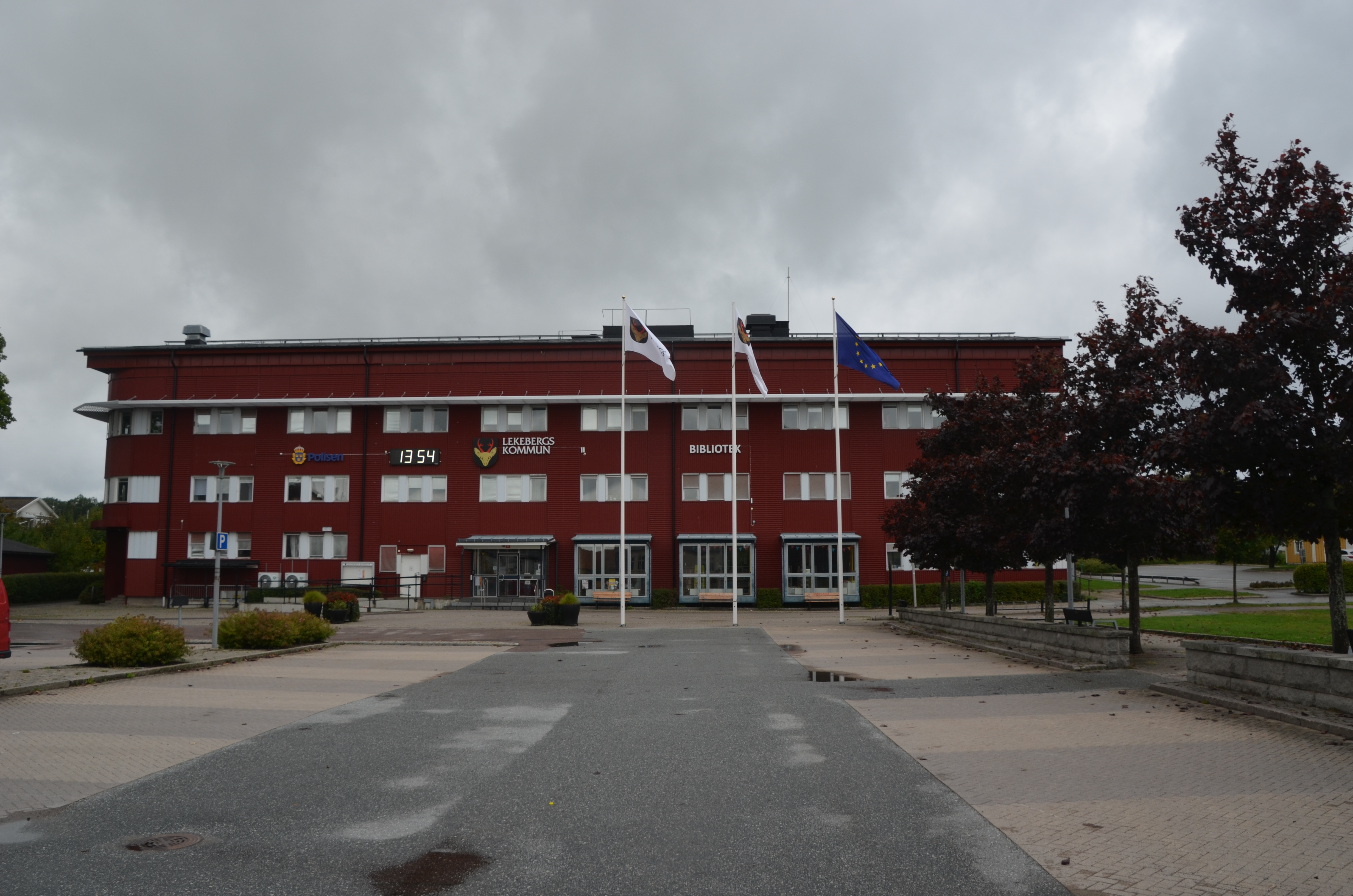
Kommunhuset i Fjugesta